# Simone il fariseo
Simone il fariseo è una personalità biblica menzionata nel Vangelo secondo Luca (Luca 7,36-50). 
(Marco 14)
Gesù contrappone la fede e la cura di lei all'incapacità di Simone di mostrare la comune decenza, e lo accusa di amare poco e che riceverà, perciò, uno scarso perdono per i suoi peccati (v. 47).
Le sezioni precedenti del Vangelo di Luca si sono svolte a Cafarnao e a Nain, località che si trovavano entrambe in Galilea. Questo fatto ha indotto alcuni a pensare che anche Simone vivesse in Galilea.
In quel tempo, durante le ore del pranzo in Oriente, le case delle persone abbienti erano aperte al pubblico: mendicanti, mercanti e curiosi erano liberi di entrare per parlare col padrone di casa e con i commensali. Il pranzo veniva consumato in un cortile interno e i convitati mangiavano sdraiati intorno a un tavolo basso; quindi era facile avvicinarsi ai piedi delle persone che mangiavano. Prima del pranzo, esisteva un protocollo di "convenevoli" tra il padrone di casa e i suoi ospiti, il cui vertice era l'atto di lavare i piedi a chi proveniva da fuori. Si trattava di una forma di cortesia e gentilezza nei confronti dell'ospite.
Secondo l'usanza dei giudei, in alcuni banchetti sontuosi si permetteva l'accesso ai curiosi. Questo spiegherebbe l'intromissione della donna al banchetto in casa di Simone.
Simone il fariseo non è menzionato negli altri Vangeli canonici, ma ci sono delle somiglianze tra lui e Simone il lebbroso menzionato nel Vangelo secondo Matteo (Matteo 26,6-13) e nel Vangelo secondo Marco (Marco 14,3-9), non ultimo la presenza dello stesso nome. A causa di queste somiglianze, si è cercato di riconciliare gli eventi e i personaggi, ma alcuni studiosi hanno sottolineato le differenze tra i due episodi.
Tuttavia, è improbabile che Simone il fariseo sia la stessa persona di Simone il lebbroso, il cui nome era il più comune nella Giudea del I secolo. Esistono differenze nel luogo e nella tempistica di questi eventi e il Diatessaron di Taziano, la prima armonizzazione dei Vangeli, tratta i due eventi separatamente.
Una spiegazione alternativa per le somiglianze è che l'unzione di Luca 7 e quella di Betania (Matteo 26:6, Marco 14:3, Giovanni  12:1) siano avvenute con alcuni degli stessi partecipanti, ma a diversi anni di distanza.

## Galleria d'immagini

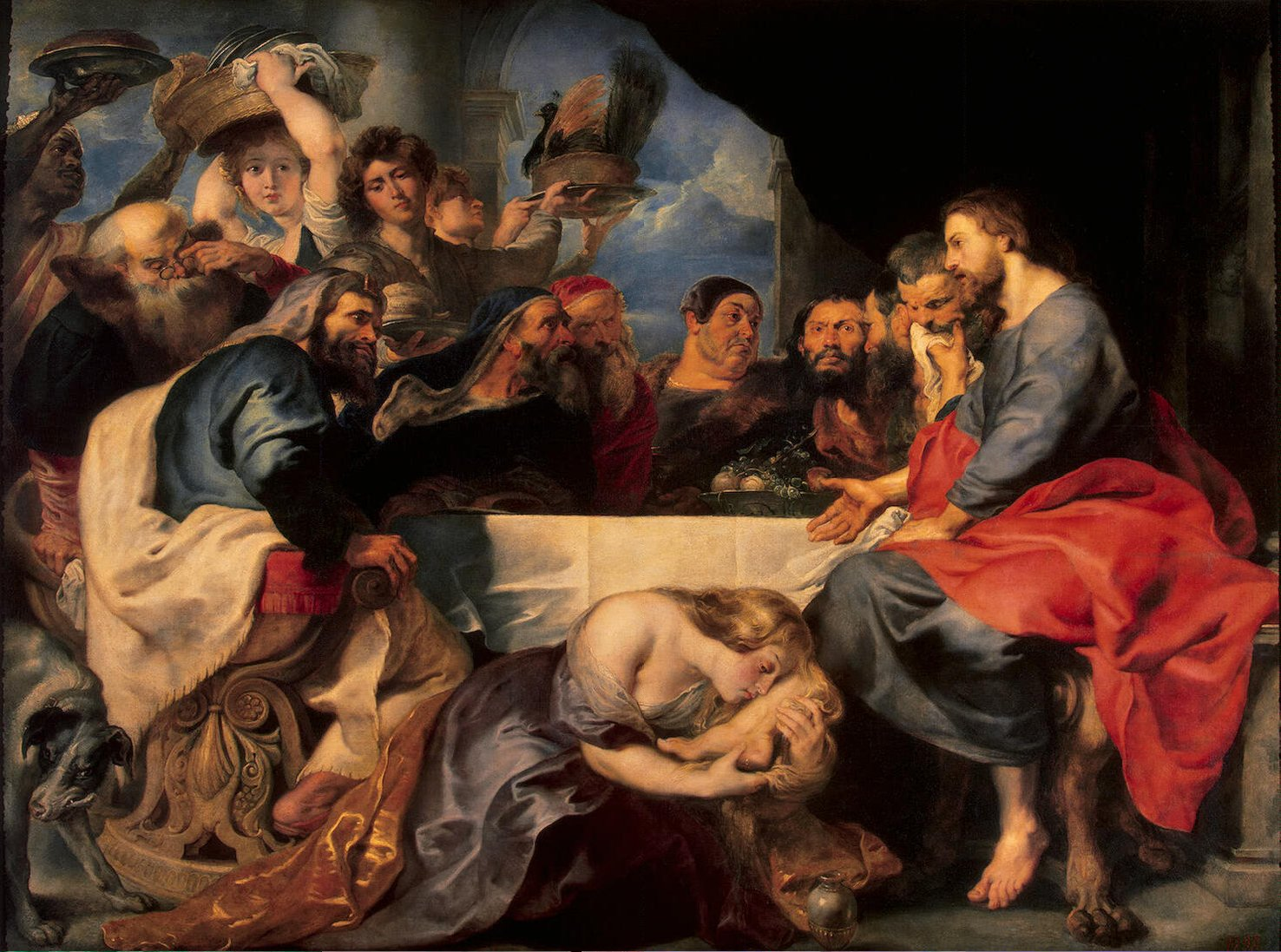
Festa in casa di Simone il Fariseo (Rubens, 1618 ca, Museo Statale Ermitage, Russia)
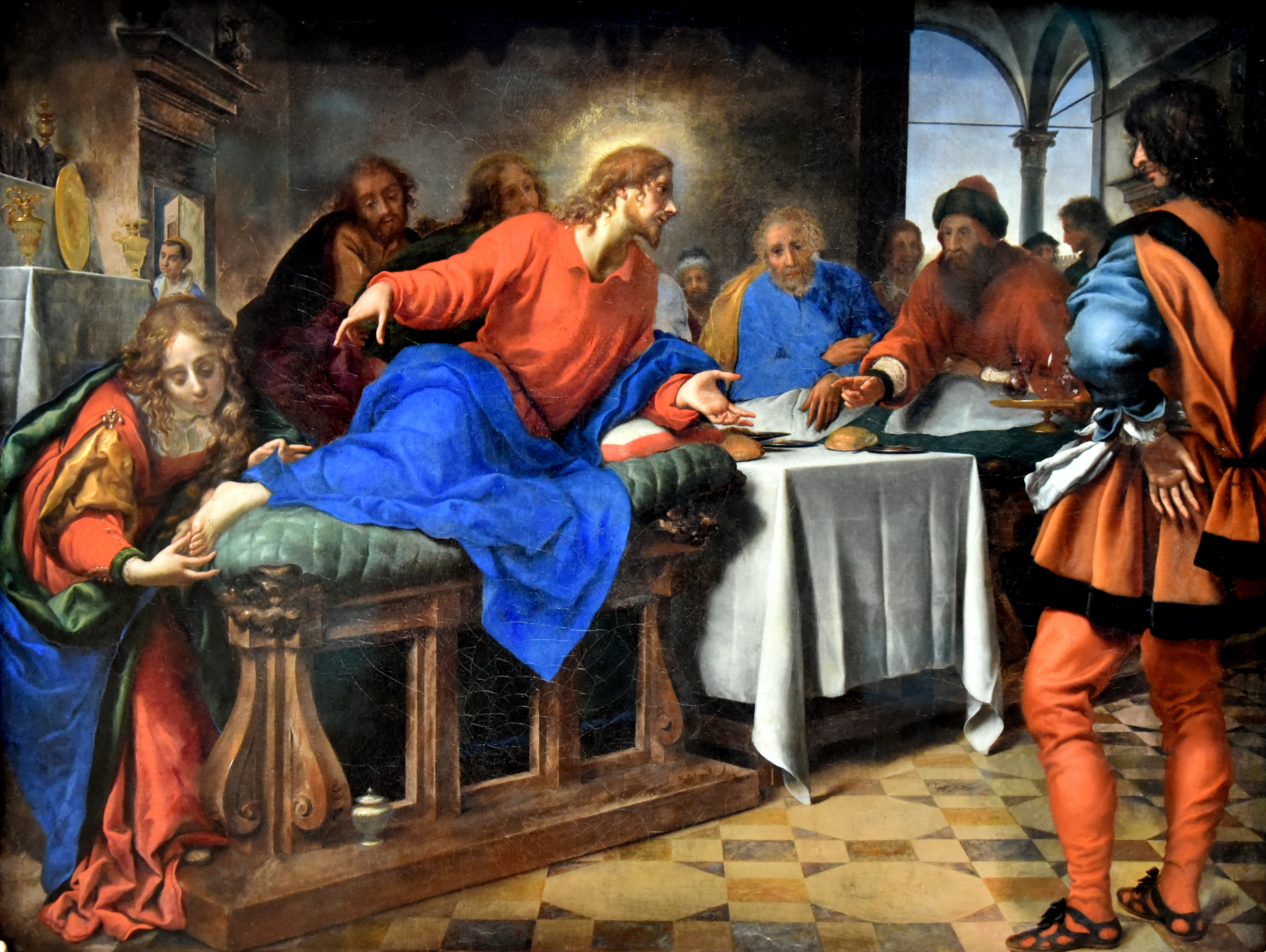
Cristo e Maria Maddalena nella Casa di Simone (Carlo Dolci, 1645 ca, Nationalmuseum, Stoccolma, Svezia)